# Fotografie mraků

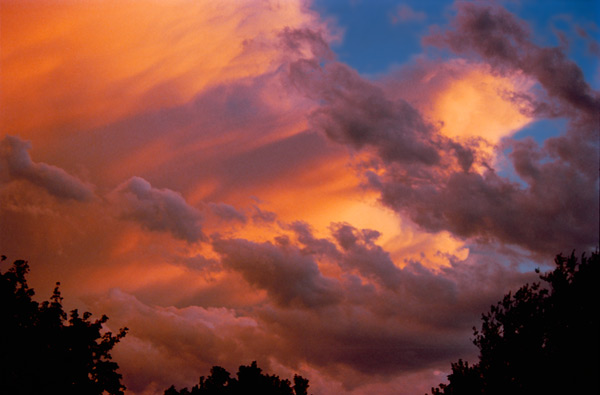
Příklad fotografie mraků

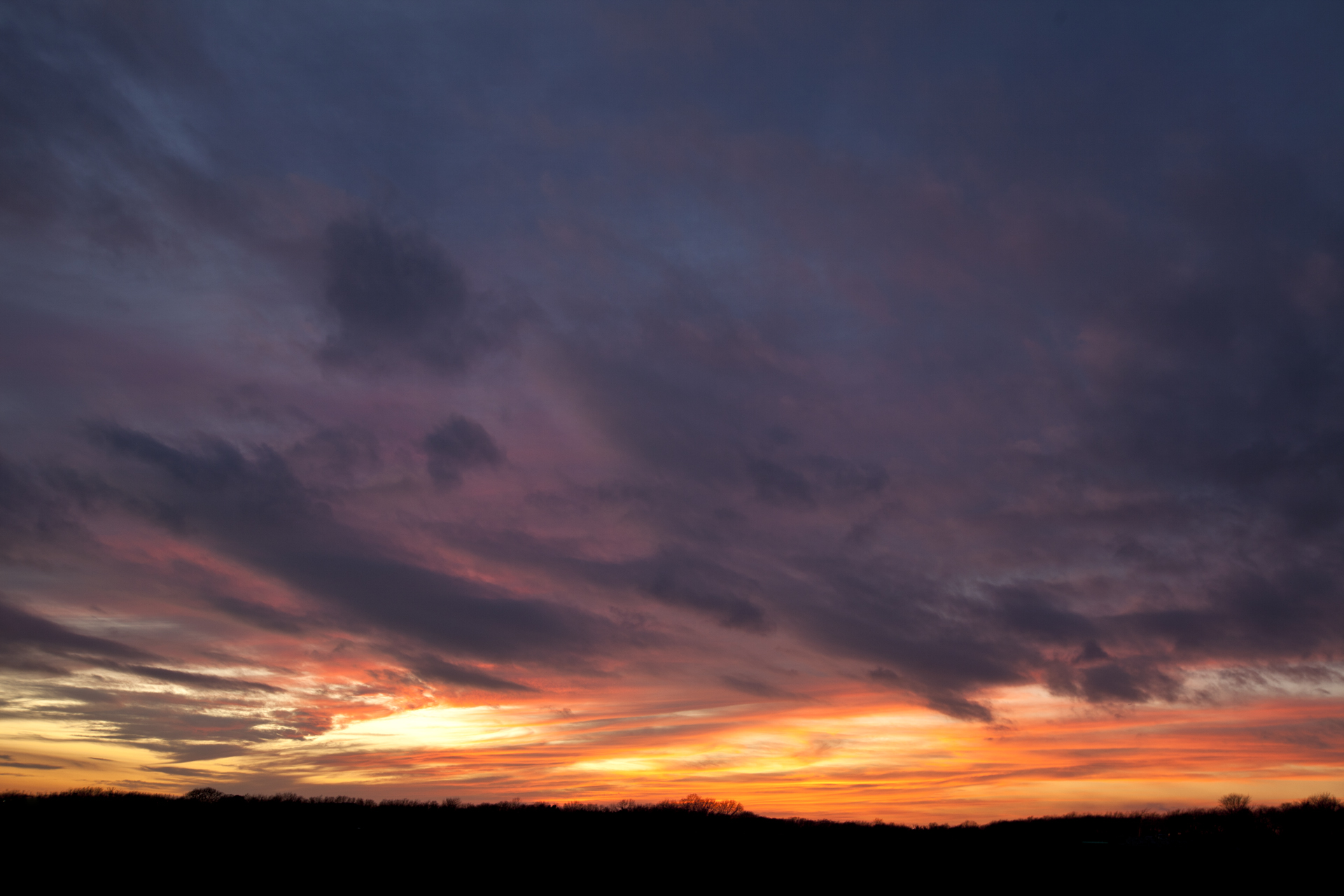
Snímek pořízený pro projekt Clouds 365 Project, Frisco, TX, 2-16-12

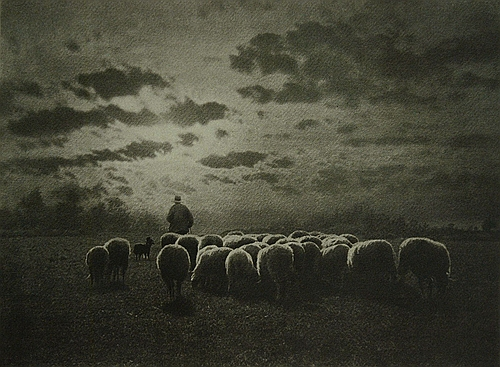
Léonard Misonne: Au Coucher du Soleil, 1900, otištěno v magazínu Camera Notes, červen 1901

Fotografie mraků nebo fotografování mraků je fotografie oblačnosti nebo oblohy.

## Historie
Jedním z prvních fotografů nebe byl belgický fotograf Léonard Misonne (1870–1943), který byl známý svými černobílými fotografiemi těžké oblohy a tmavých mraků.
Od počátku do poloviny 20. století americký fotograf Alfred Stieglitz (1864–1946) vytvořil sérii abstraktně expresionistických fotografií mraků s názvem Ekvivalent (1922–1931). Podle eseje o cyklu Phillips Collection "jsou základem těchto obrazů abstraktní ekvivalenty zkušeností, myšlenek a pocitů." V současné fotografii se tomuto tématu věnují fotografové jako jsou: Ralph Steiner, Robert Davies nebo Tzeli Hadjidimitriou.

## Estetika
Obloha je na snímku součástí takzvaného třetího plánu, který je tvořen vzdálenějším obzorem (hory, lesy). Posunutím horizontu na horní okraj snímku (vysoký horizont) potlačíme vzdálenější objekty a zvýrazníme blízké objekty a popředí. Vyhneme se tak například nezajímavé obloze bez kresby. Umístění horizontu v dolní části snímku (nízký horizont) zdůrazňuje oblohu, prostor a dálky. Přítomnost a charakter mraků musí odpovídat a dokreslovat náladu snímku.
Někteří fotografové si vytvářejí takzvané "mrakotéky" – databáze různých typů oblohy a mraků, ze které následně čerpají při manipulaci s fotografiemi, případně fotomontáži. Autor tak může doplnit snímek s nevhodnou oblohou obrázkem z databáze. Známé jsou zásahy českého fotografa Jana Saudka, který kopíroval snímky dramatických oblak do svých klasických černobílých fotografií (portréty v krajině, cyklus s otevřeným oknem nebo známá zeď).

## Technika
V černobílé a barevné fotografii se používá ke ztmavení příliš světlé oblohy polarizační filtr. Protože světlo odražené od mraků polarizováno není, nemá na něj polarizační filtr vliv, a ve výsledku dojde ke zvýšení kontrastu mezi mraky a oblohou.

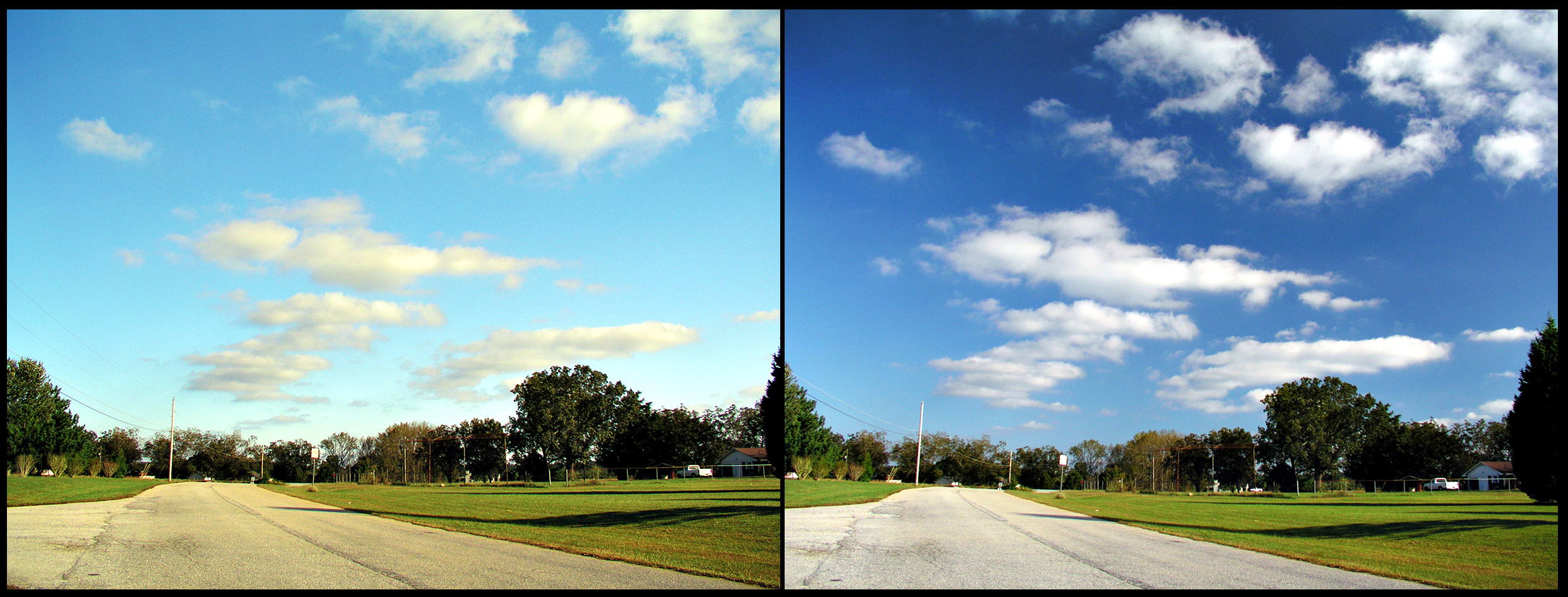
Efekt polarizačního filtru na podání oblohy. Snímek vpravo je snímán s filtrem.

K manipulaci s kontrastem se běžně používají barevné filtry. Žlutý filtr například ztmaví oblohu, a tím zvýší kontrast mezi ní a mraky (funguje na lepší zobrazení mraků proti modré obloze). Červené filtry mají ještě výraznější efekt, výrazně ztmavují oblohu a zdokonalují prokreslení mraků (světlých ploch). Při zpracování fotografií na počítači lze efekty barevných filtrů úspěšně simulovat pomocí funkce míchání kanálů při převodu barevné fotografie na černobílou.

## Galerie

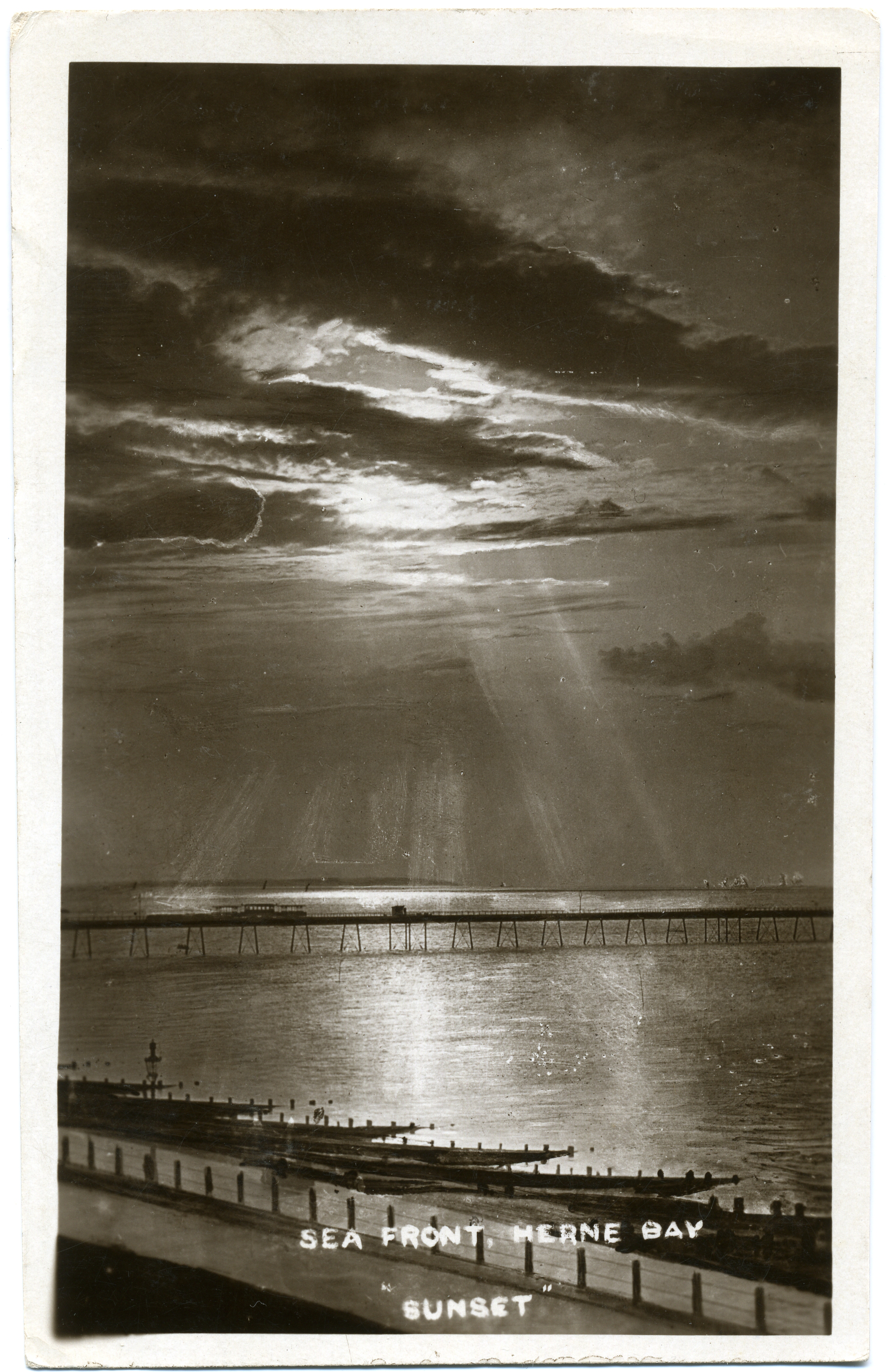
Fred C. Palmer: Západ slunce na Herne Bay, Kent, 1910–1916, fotografie pravděpodobně pořízená z okna jeho studia s využitím filtru zdůrazňující mraky; sluneční paprsky byly zvýrazněny kresbou na skleněný negativ
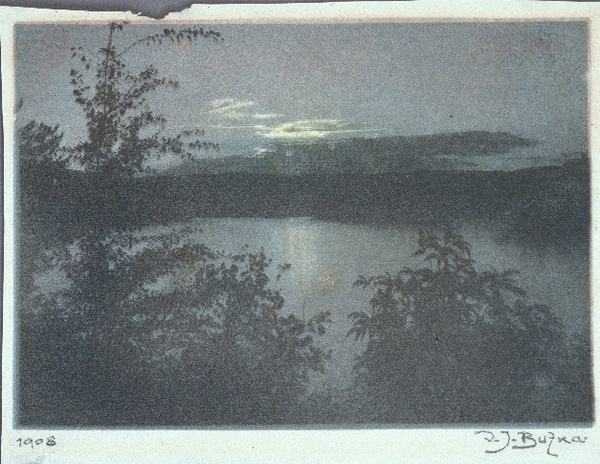
Vladimír Jindřich Bufka: Bez názvu (Krajina), 1908; vedle portrétů zaujímají v Bufkově díle nejdůležitější místo právě krajiny; zvláště pozoruhodná jsou jeho nokturna, považovaná za jeho specialitu, archiv Moravské galerie v Brně
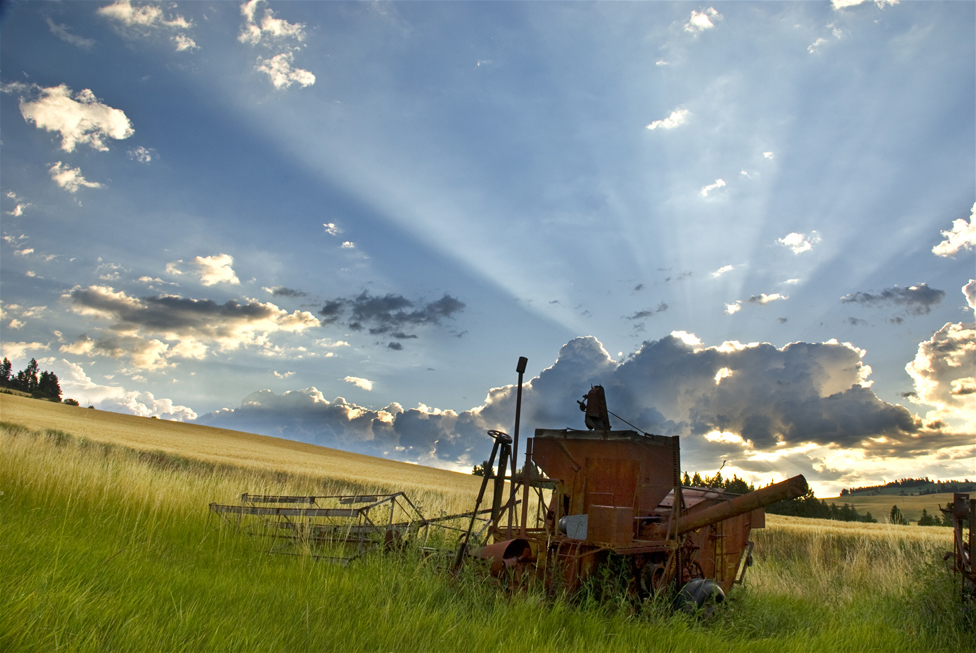
Využití protisvětla ke zvýraznění obrysů mraků v krajinářské fotografii
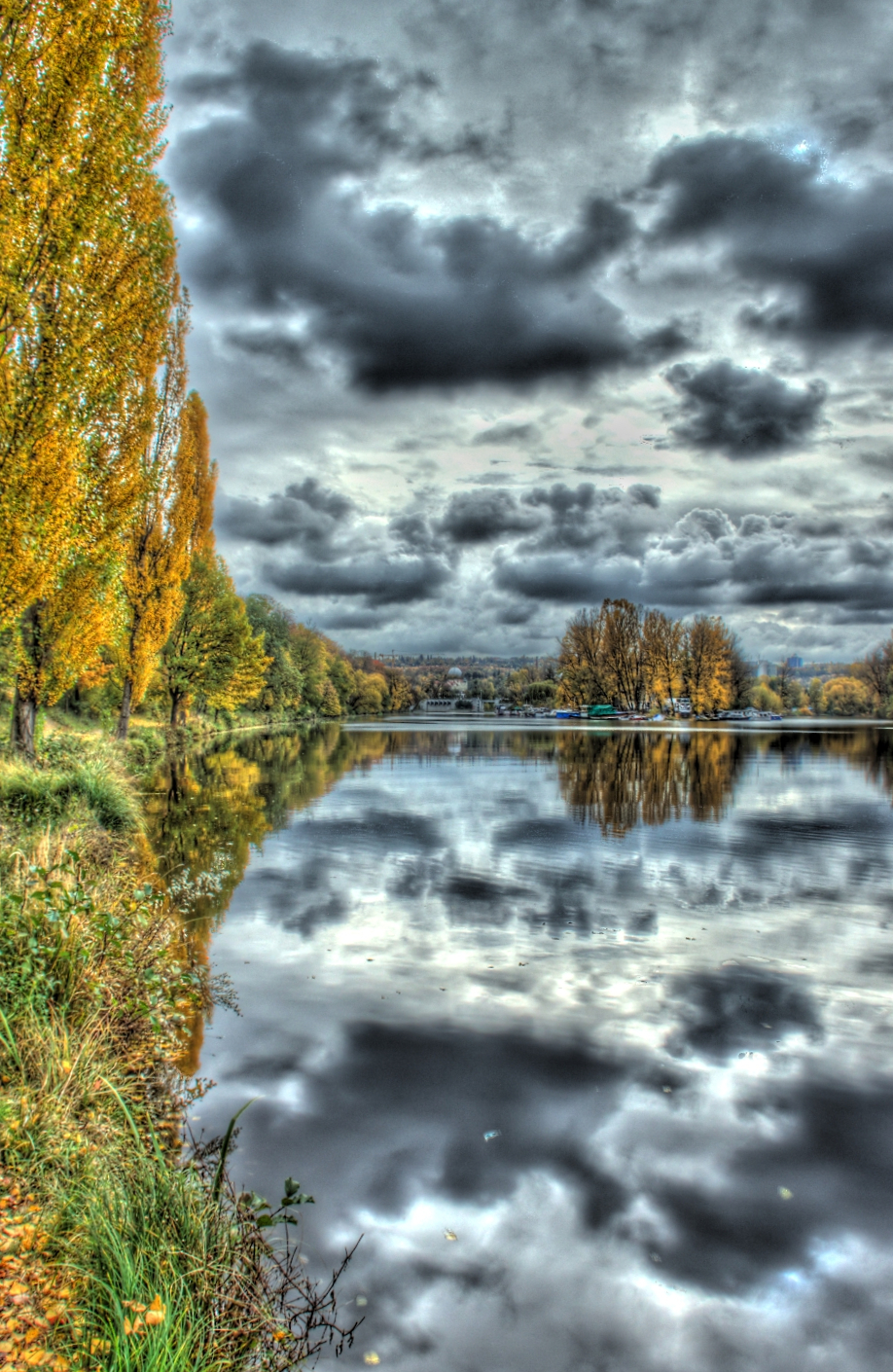
Praha, Libeň, Rameno Vltavy, HDR, foto: Aktron